# Antonio Casao Ibáñez
Antonio Casao Ibáñez (Zaragoza, 28 de abril de 1943 - Zaragoza, 17 de febrero de 2015) fue un economista, analista financiero y primer presidente de Mensa España.

## Biografía
Realizó estudios en la Escuela de Comercio de Zaragoza, licenciado en Ciencias Económicas y Empresariales, censor jurado de cuentas y máster en Dirección de Empresas. Fue responsable administrativo-financiero de empresas industriales, comerciales e inmobiliarias, pero principalmente desarrolló su carrera en la Caja de Ahorros de la Inmaculada (CAI), ocupando diversos puestos de responsabilidad en áreas como negociado de empresas o planificación y control de gestión. También fue docente en programas de formación especializados en contabilidad y finanzas, siendo autor de varios artículos en revistas técnicas.
Después de su jubilación siguió en activo y, en marzo de 2012, fue designado vocal del Consejo de Administración de la sociedad pública Avalia SGR, a propuesta del Gobierno de Aragón. A mediados de 2013 fue nombrado presidente de dicha entidad en sustitución de Pablo Martín-Retortillo. También fue vocal de la junta de gobierno del Colegio Oficial de Economistas de Aragón y profesor en programas de formación superior.
Fue miembro de Mensa España, asociación que recluta a personas de elevado coeficiente intelectual, de la cual fue primer presidente entre 1984 y 1988.